# Ebuci Helva
Els Ebuci Helva (llatí: Aebutius Helva), també escrit Elva (llatí: Elva), foren una branca patrícia de la gens Ebúcia els membres de la qual destacaren sobretot al començament de la República.
Alguns personatges destacats varen ser:
- Tit Ebuci Helva, cònsol romà el 499 aC.
- Luci Ebuci Helva, cònsol el 463 aC.
- Pòstum Ebuci Helva Còrnicen, cònsol el 442 aC.
- Marc Ebuci Helva, triumvir coloniae deducendae el 442 aC.
- Marc Ebuci Helva, pretor el 168 aC.